# Telo Borges
Marcelo Wilson Fragoso Borges (Belo Horizonte, 22 de janeiro de 1958), mais conhecido como Telo Borges, é um instrumentista, cantor e compositor brasileiro. Irmão dos músicos Lô Borges, Marilton Borges e Márcio Borges. Ele é um dos sócios do coletivo de artistas chamado Clube da Esquina.
Natural de Belo Horizonte, Minas Gerais, filho do jornalista Salomão Magalhães Borges e da professora primária Maria Fragoso Borges. Teve uma influência no ramo musical por meio dos seus irmãos e músicos profissionais, Marilton Borges e Lô Borges, ambos do coletivo de artistas chamado Clube da Esquina. Telo Borges começou a estudar piano aos 13 anos de idade, mas desinteressou-se. Com 14 anos de idade, compôs a música "Voa Bicho" em parceria com o seu irmão Márcio Borges. Em 2013, a música "Tristesse" em parceria com Milton Nascimento, lhe rendeu o Grammy Awards.
Em 2020 organizou e participou uma live que reuniu pela primeira vez as famílias Borges e Vernturini em uma apresentação no Minas Ténis Clube. No mesmo palco tocaram e cantaram: Telo Borges e Lô Borges, Flávio Venturini e Cláudio Venturini. Vários sucessos do Clube da Esquina. entre outras canções mais novas.

## Discografia
- Telo (2019)
- Telo Borges (2016)
- Bom Sinal (2009)
- Centelha no olhar (2006)
- O poder Mágico (2000)
- Vento de Maio (1997)
- Nuvem Cigana - participação(1982)
- Os Borges  (1980)
- Milagre dos Peixes - participação (1973)